# 瓜舒佩
瓜舒佩是巴西米纳斯吉拉斯州的一个市镇。总面积285.913平方公里，总人口49509人，人口密度173.2人/平方公里。